# Pavol Ondík
Pavol Ondík (* 24. září 1948 Helcmanovce) je bývalý slovenský fotbalový brankář. Žije v Banské Bystrici-Šalkové.

## Hráčská kariéra
V československé lize chytal za Duklu Banská Bystrica, aniž by skóroval. Za Šalkovou chytal v nižších soutěžích do svých 50 let.

### Prvoligová bilance
| Ročník          | Zápasy | Góly | Minuty | Nuly | Klub                     |
| --------------- | ------ | ---- | ------ | ---- | ------------------------ |
| I. liga 1968/69 | 1      | 0    | 3      | 0    | AS Dukla Banská Bystrica |
| CELKEM I. LIGA  | 1      | 0    | 3      | 0    |                          |